# Гергана Йоханова
Гергана Йоханова е българска писателка в жанра фентъзи, авторка на стихотворения, разкази, есета, и др. Пише под псевдонима Гери Йо.

## Биография и творчество
Гергана Йоханова е родена през 1986 г. в град Плевен. Завършва Гимназията с преподаване на чужди езици в града, а след това педагогика с английски и преводач-редактор в Софийския университет „Св. Климент Охридски“.
Твори от ученическите си години в различни жанрове. През 2009 г. участва със свое есе в сборника „Красотата, която залага на чара, е вечна“. Със свои творби взима участие в брой 3 и Специалния брой на списание „Смесена Китка“ през 2011 г.
През 2012 г. участва с разказа си „Вълци през есента“ в литературния конкурс на „FantasyLARPcenter“, а през 2014 г. с разказа „Карма“. През 2015 г. печели награда в конкурса „Недоизречено 7“.
Дебютната ѝ творба е романът „Наследницата“ (2014), първа книга от поредицата „Кралицата на здрача“.
През 2015 г. излиза втората част „Дългът“. Поредицата е завършена през 2017 с третата книга – „Изкуплението“.
През 2019 излиза самостоятелният роман „Просто няма какво да се случи“, за първата любов и лютата борба за нея.

## Произведения
- „Просто няма какво да се случи“ (2019)

### Серия „Кралицата на здрача“
1. „Наследницата“ (2014)
2. „Дългът“ (2015)
3. „Изкуплението“ (2017)

### Разкази
- Вълци през есента (2012)
- Карма (2014)
- Полет
- Аз съм от Европа